# Lancair 320

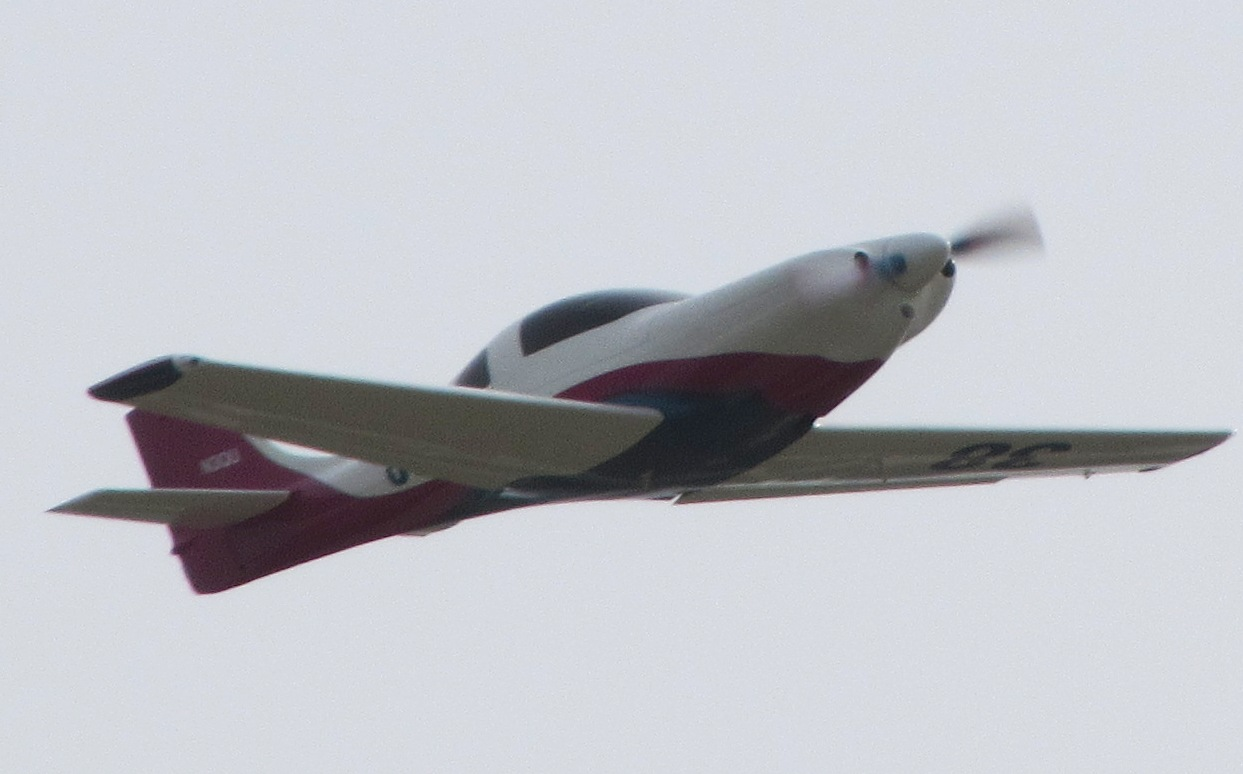
Lancair 320 despegando del Aeropuerto Regional Wittman en Oshkosh, Wisconsin

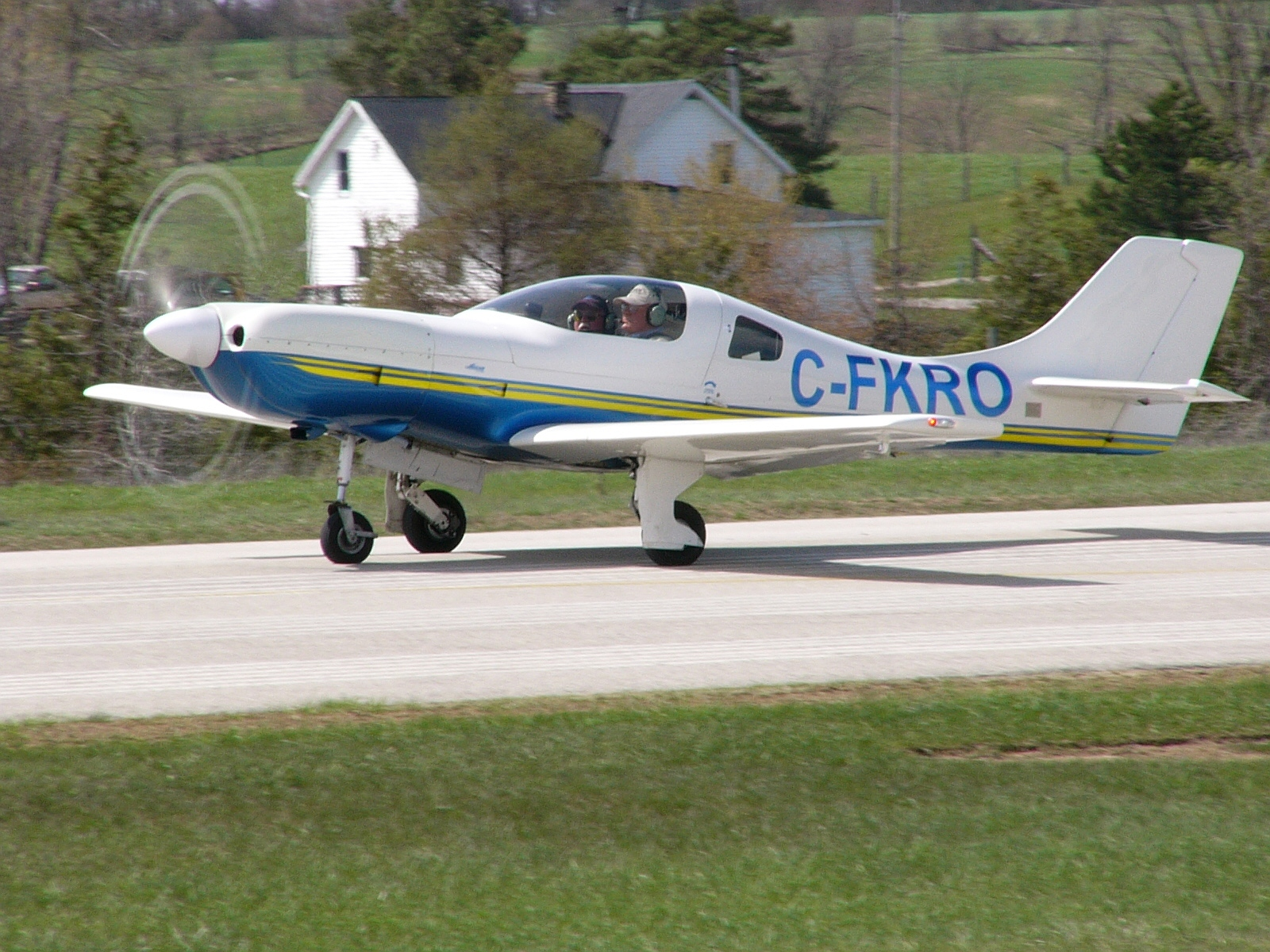
Lancair 320 en el Aeropuerto Municipal de Hanover/Saugeen

El Lancair 320 es un avión ligero monomotor de dos asientos comercializado en forma de kit plane por el fabricante estadounidense Lancair. Se basa en el Lancair 235, pero con un fuselaje más grande y un motor más potente, y al igual que el Lancair 235, es un monoplano de ala baja hecha de materiales compuestos con un tren de aterrizaje retráctil de triciclo, con asientos lado a lado en una cabina cerrada . El Lancair 360 es similar, pero con un motor más potente.
En 1990 se propuso la construcción de un entrenador básico basado en el Lancair 320, el ACT Apache 1, que sería construido en Filipinas por la empresa suiza Aerotech S.A. y la empresa filipina Aviation Composite Technology Inc, con el fin de ser usado por las Fuerzas Armadas de Filipinas y la Policía Nacional de Filipinas.

## Especificaciones
Datos del fabricante
Características generales
- Tripulación: 2
- Longitud: 6.4 m
- Envergadura: 7.16 m
- Altura: 2.13 m
- Superficie alar: 7.06 m²
- Peso vacío: 472 kg
- Peso bruto/máximo al despegue: 764 kg
- Capacidad de combustible: 43 galones / 163 litros
- Planta motriz: 1 × Textron Lycoming O-320 160 HP

Rendimiento
- Velocidad máxima: 226 kn / 418 km/h
- Velocidad crucero: 209 kn / 386 km/h (a 7,500 ft)
- Velocidad de entrada en pérdida: 55 kn / 101 km/h
- Rango: 1,260 NMi / 2,334 km (sin reservas)
- Techo de vuelo: 18,000 ft / 5,500 m
- Régimen de ascenso: 1,650 ft/min / 8.4 m/s

## Galería de fotos

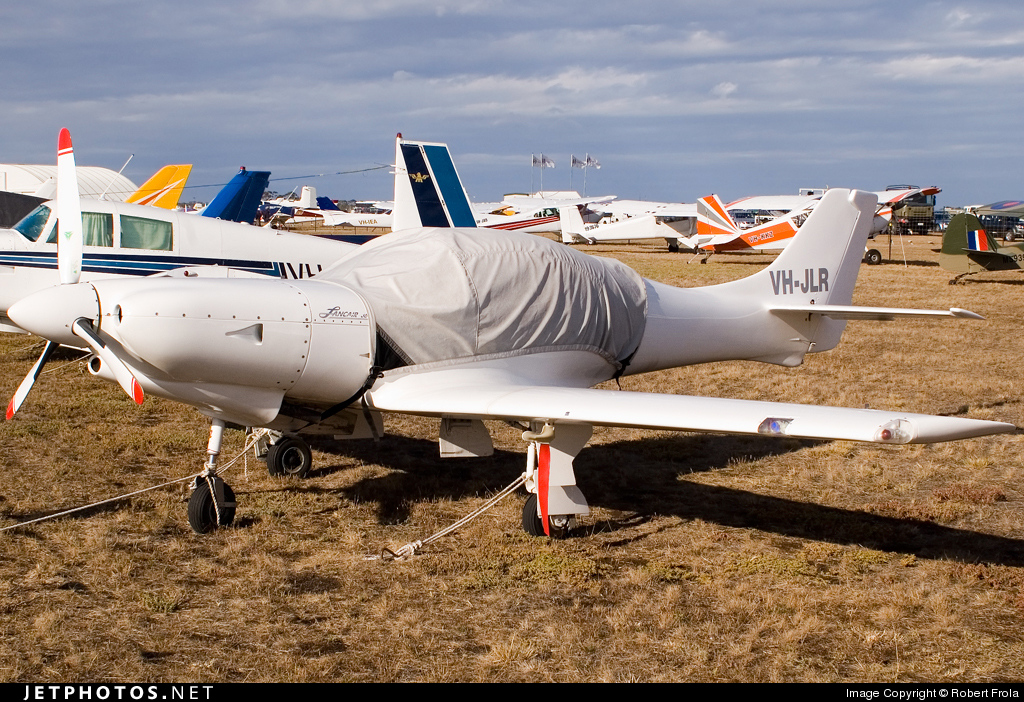
Lancair 320 (VH-JLR) en el Aeropuerto de Avalon durante Australian International Airshow.
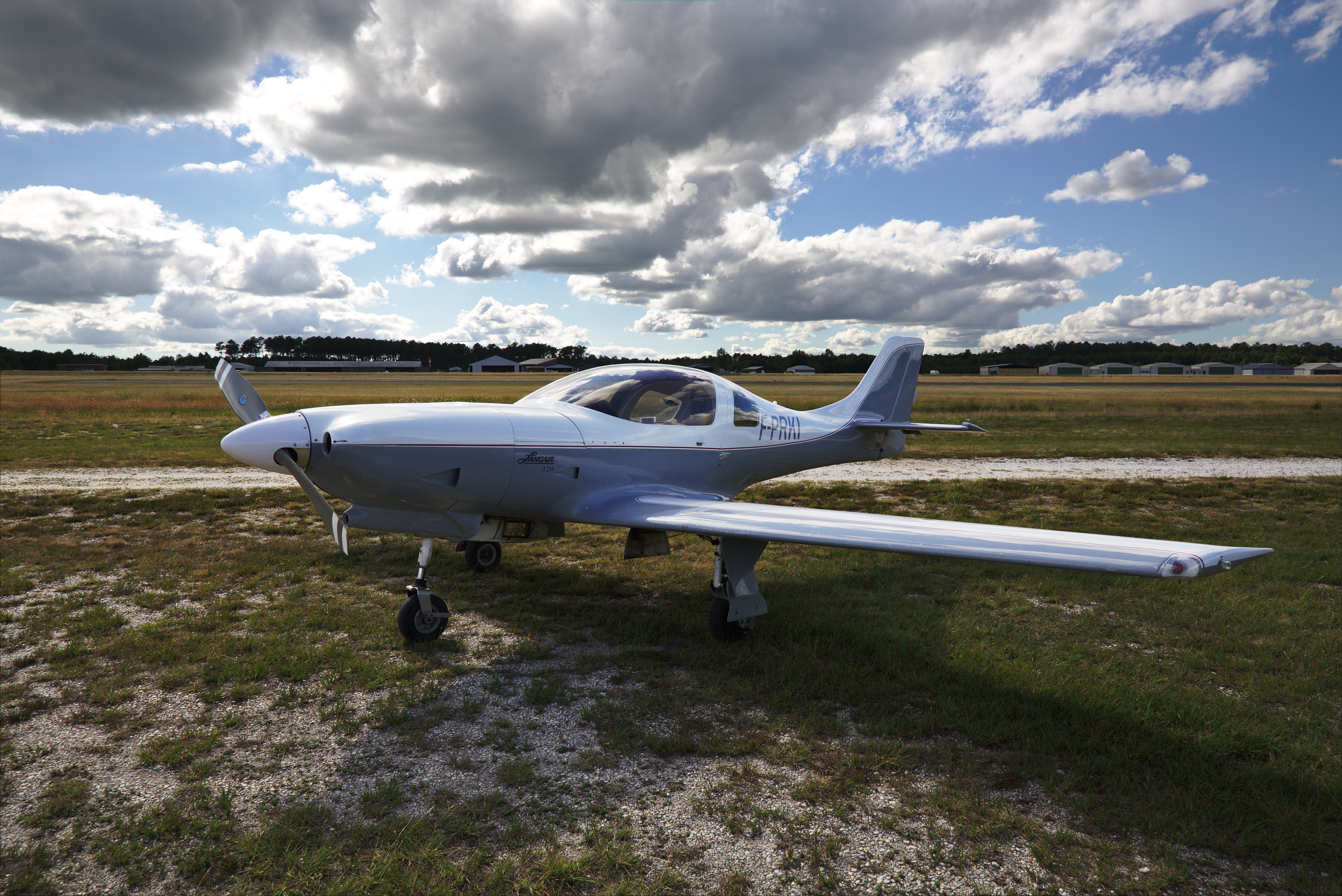
Lancair 320 (F-PRKI)
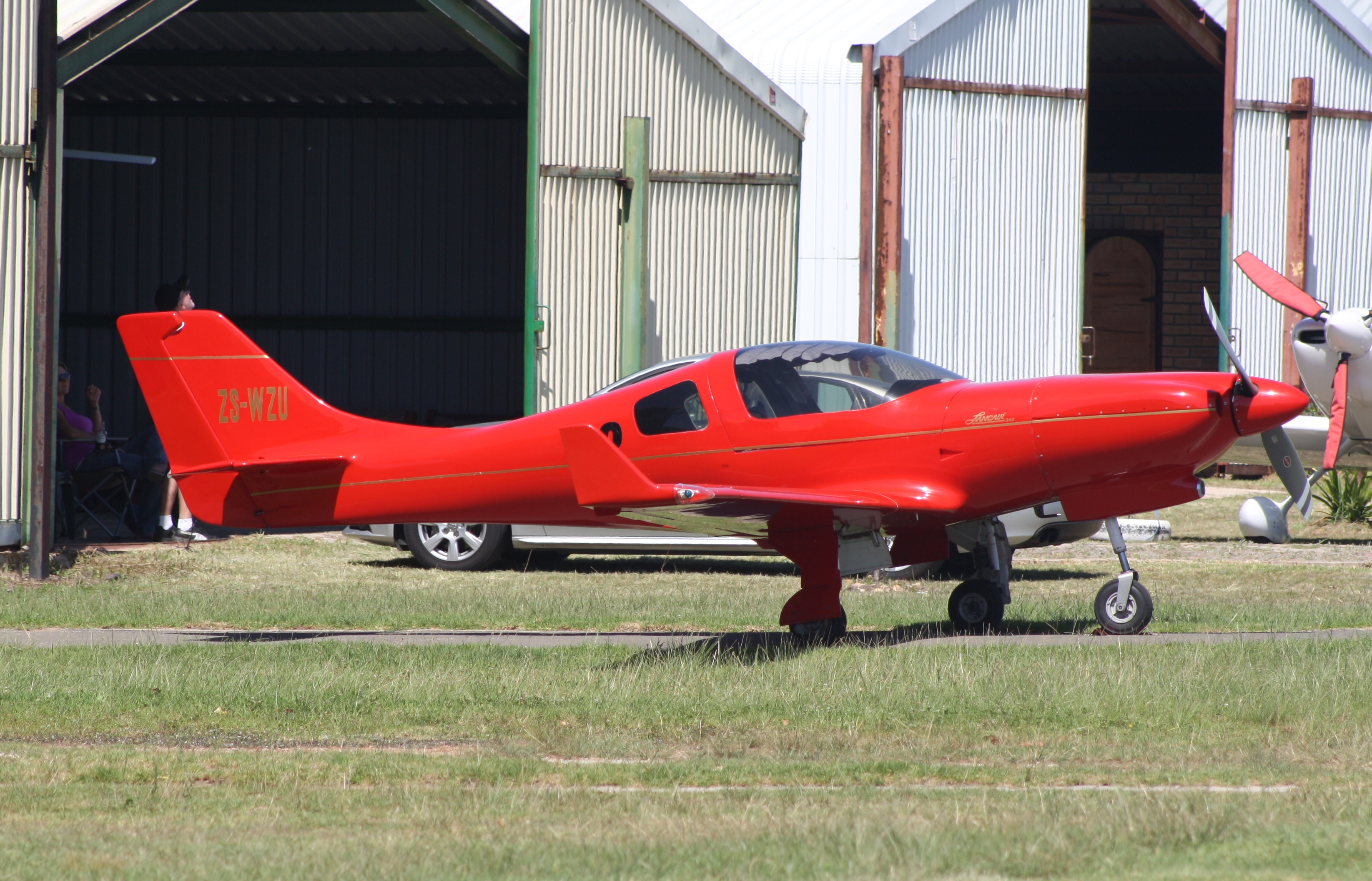
Lancair 320 (ZS-WZU) en el Aeródromo de Mossel Bay en Sudáfrica.
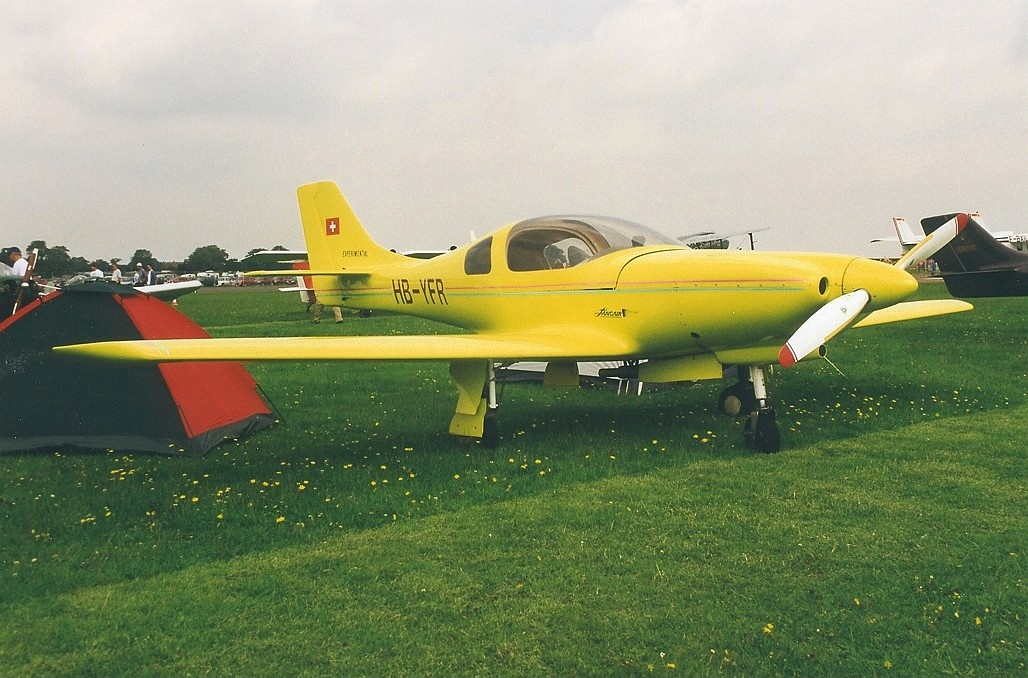
Lancair 320 (HB-YFR) en el Aeropuerto de Cranfield.
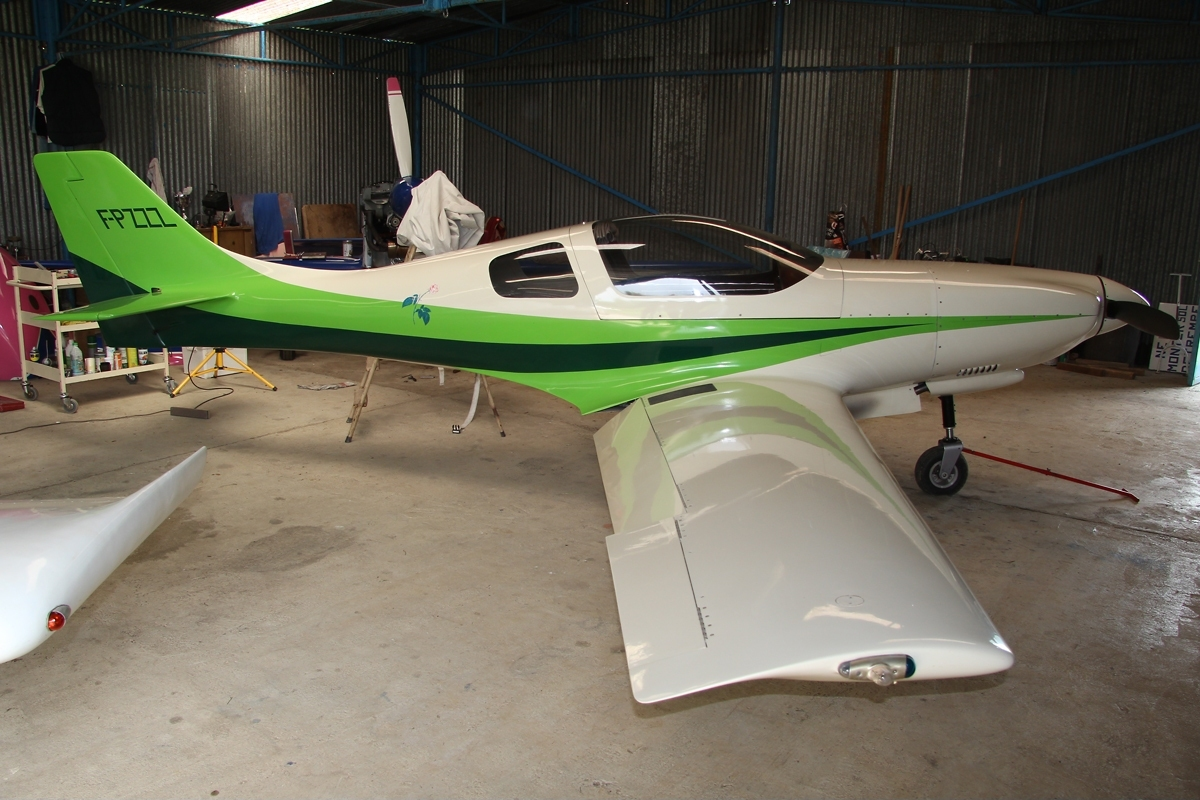
Lancair 320 (F-PZZZ) en el Aeropuerto Montmedy-Marville, Francia.
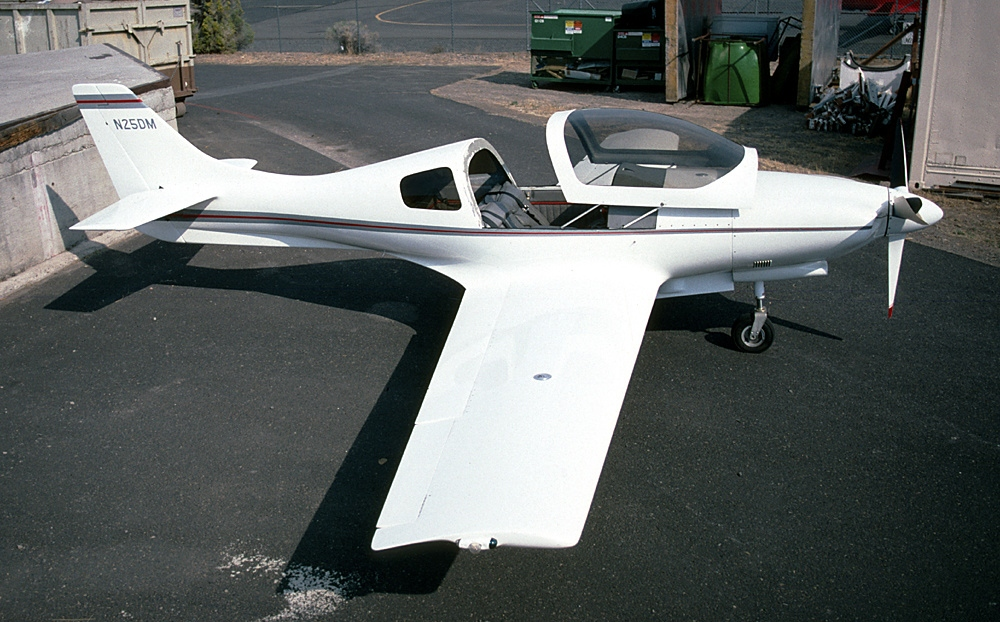
Lancair 235 (N25DM) en el Aeropuerto Roberts Field. El 235 es una versión de menor potencia del Lancair 320.
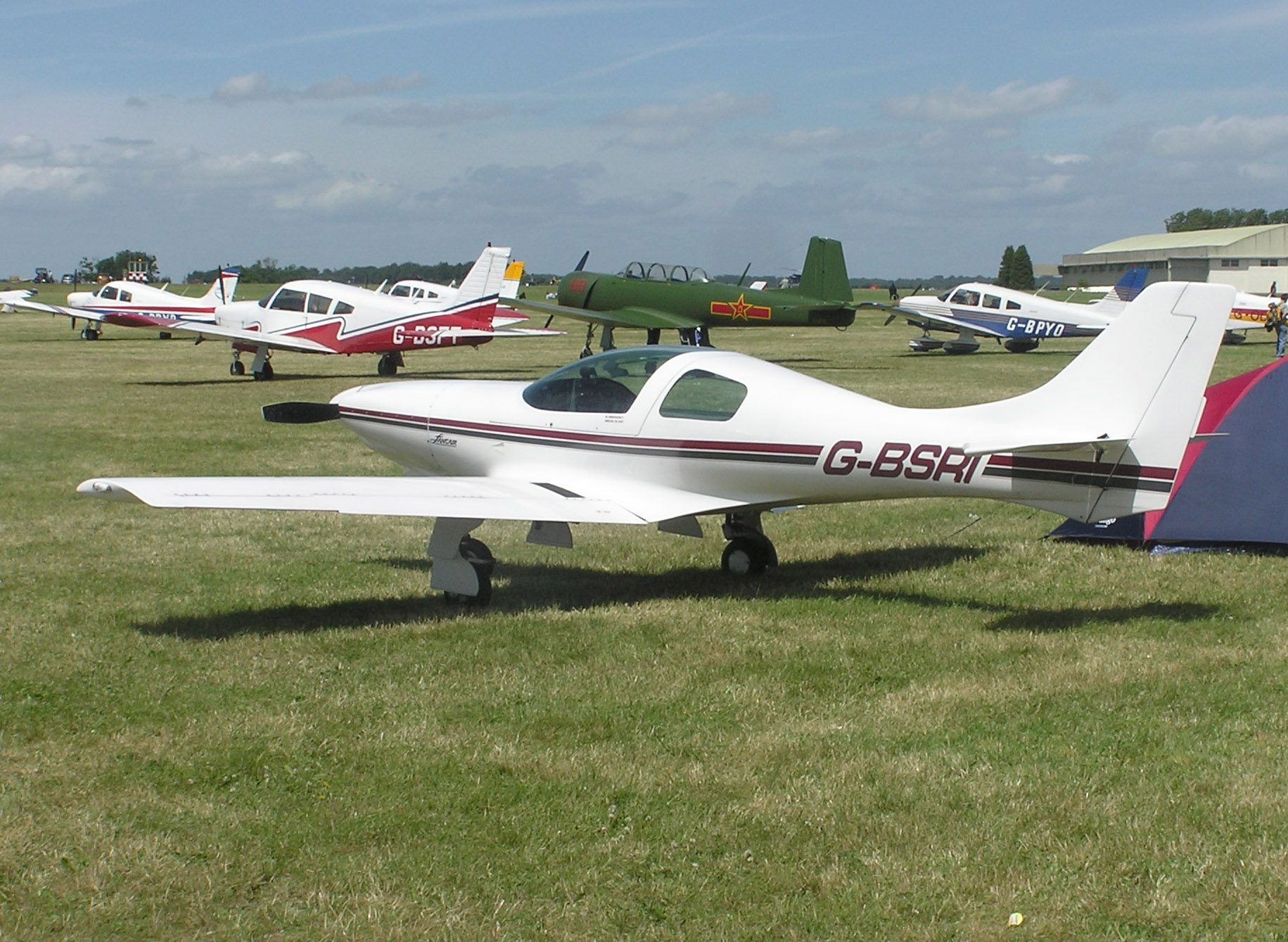
Lancair 235 (G-BSRI) en el Aeropuerto de Cotswold, Inglaterra.
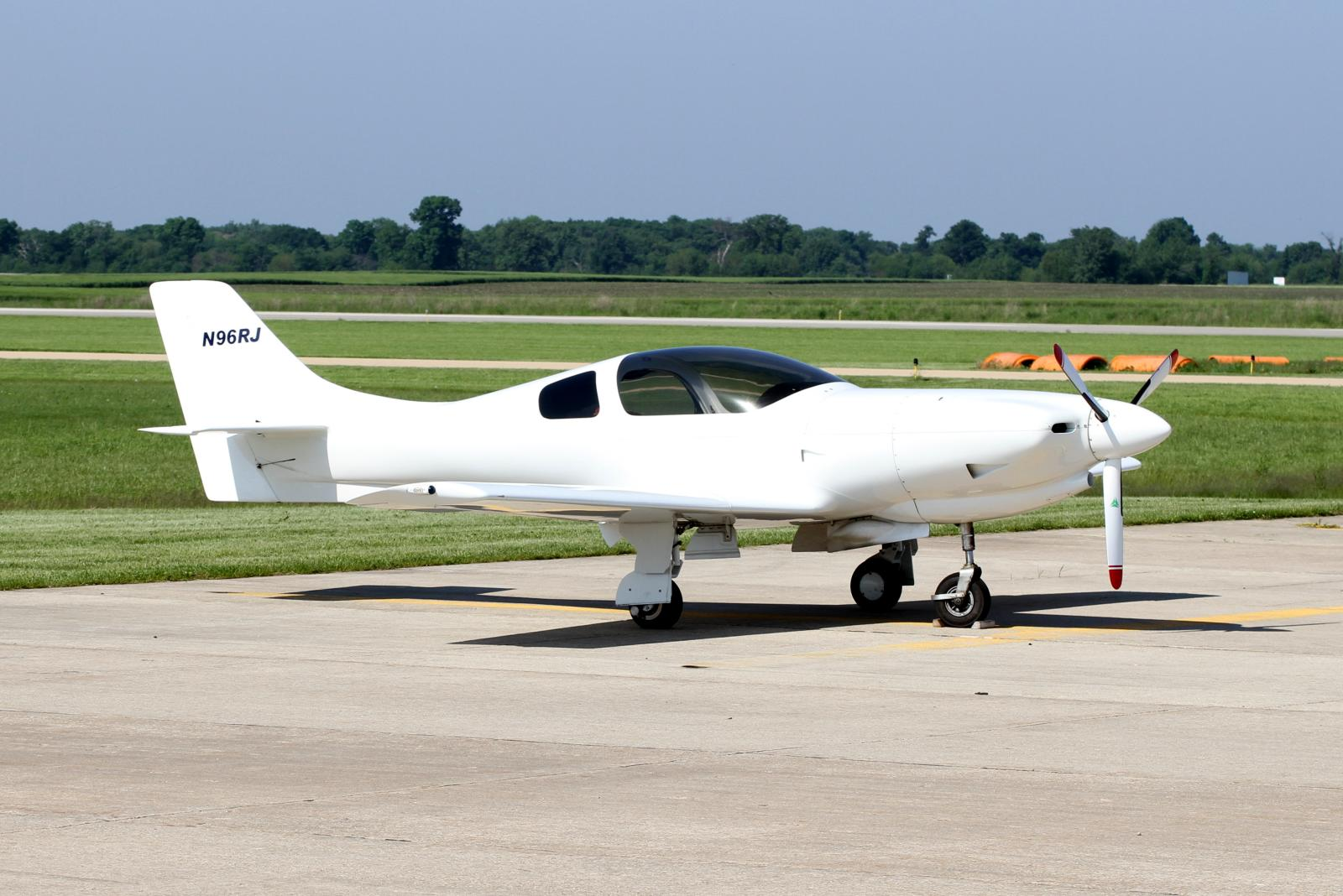
Lancair 235 (N96RJ)
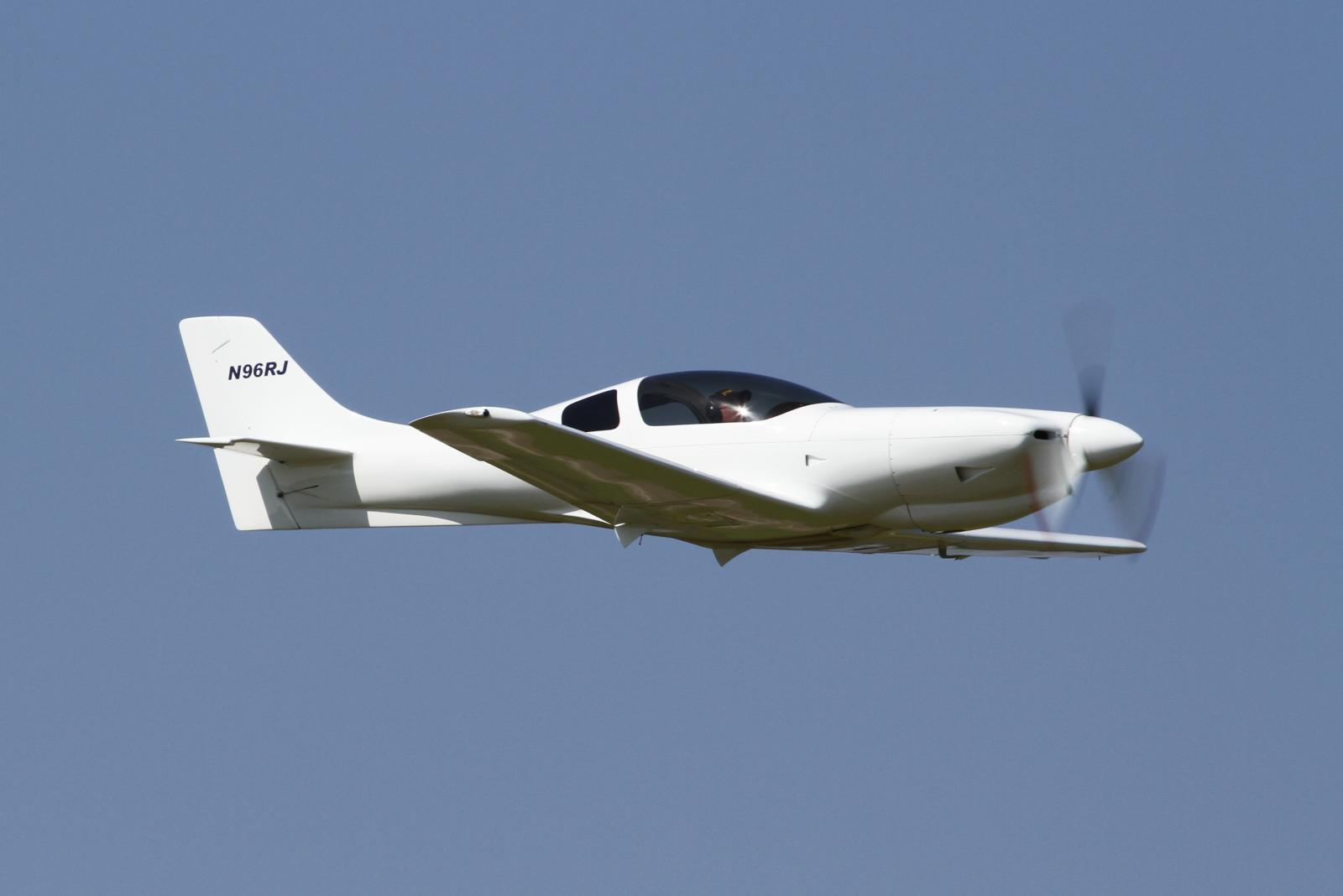
Lancair 235 (N96RJ)
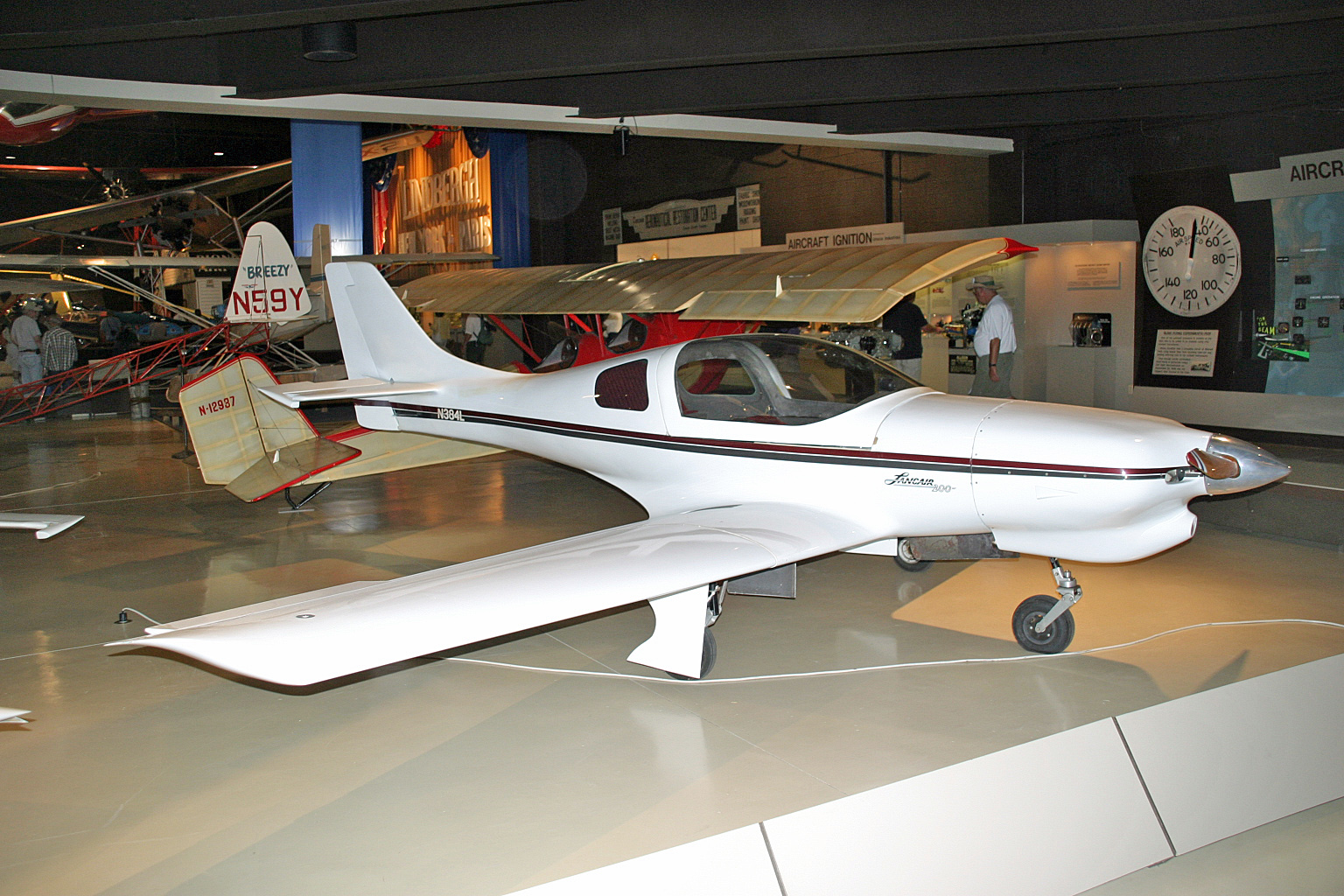
Lancair 200 (N384L) en el Aeropuerto Regional Wittman en Oshkosh, Wisconsin. El Lancair 200 es la versión en la que se basan los Lancair 235, 320 y 360.